# Amphilius athiensis
Amphilius athiensis és una espècie de peix pertanyent a la família dels amfílids i a l'ordre dels siluriformes.

## Etimologia
Amphilius prové dels mots grecs amphi (en ambdós costats) i leios (greix, gras), mentre que athiensis fa referència a l'indret on és endèmic: el riu Athi.

## Descripció
El seu cos, allargat, fa 16 cm de llargària màxima. Es diferencia de tots els altres membres del grup Amphilius uranoscopus per la seua coloració distintiva consistent en moltes petites taques fosques al cap, el cos i les aletes (vs. absència de taques diminutes); d'Amphilius grandis per tindre les barbetes mandibulars més allargades; d'Amphilius chalei, Amphilius cryptobullatus, Amphilius krefftii i Amphilius uranoscopus per l'absència de taques clares en l'origen i la inserció de l'aleta dorsal; d'Amphilius cryptobullatus i Amphilius krefftii per la seua aleta caudal bifurcada (vs. emarginada); d'Amphilius krefftii pel seu cos més allargat i posseir 38-40 vèrtebres (vs. cos curt i amb 36 vèrtebres totals); i d'Amphilius chalei per tindre un peduncle caudal més curt. El perfil dorsal s'eleva suaument des de l'extrem del musell fins a l'origen de l'aleta dorsal i llavors es manté horitzontal fins al final del peduncle caudal. Peduncle caudal comprimit lateralment. Obertures de l'anus i urogenitals situades just a la zona posterior de la base de les aletes pelvianes, més a prop de la inserció de les aletes pelvianes que de l'origen de l'aleta anal. Pell llisa. Línia lateral completa i estenent-se des de la vora dorsal de la cavitat opercular fins a la base de l'aleta caudal. Cap i part anterior del cos amples. Cap en forma de falca vist lateralment. Musell ample i punxegut vist des de dalt. El cap s'eixampla des de l'extrem del musell fins a la base de les aletes pectorals. Membranes branquiòstegues moderadament unides a l'istmus i formant una connexió en forma de "V" o molt còncava. Boca ampla, suaument corbada i subterminal. Llavis carnosos. Dents còniques curtes. 3 parells de barbetes sensorials. Ulls petits i situats aproximadament a mig camí entre l'extrem del musell i el marge posterior de l'opercle. Diàmetre horitzontal dels ulls lleugerament més ample que el vertical. Presència d'aleta adiposa. Àrees dorsal i laterals del cap i el cos marrons amb molts puntets negres. Àrea inferior del cap de color groc fosc o marró. Ventre de marró a groc fosc. Barbetes mandibulars i maxil·lars marrons. Aleta caudal amb una franja en forma de mitja lluna fosca a la base.

## Alimentació
Hom creu que, de la mateixa manera que les altres espècies d'Amphilius, es nodreix principalment d'insectes aquàtics bentònics.

## Hàbitat i distribució geogràfica
És un peix d'aigua dolça, bentopelàgic i de clima tropical, el qual viu a Àfrica: el riu Athi a la conca del riu Galana a Kenya.

## Observacions
És inofensiu per als humans i el seu índex de vulnerabilitat és baix (10 de 100).